# アレクサンデル・マゾヴィエツキ
アレクサンデル・マゾヴィエツキ（ポーランド語: Aleksander mazowiecki; 1400年 - 1444年6月2日）は、マゾフシェ・ピャスト家の王族で、聖職者、政治家、外交官。トレンティーノ司教（1425年 - ）、名目上のアクイレイア総大司教（1439年 - ）、名目上のダマスカスの聖ロレンツォ教区の枢機卿（1440年 - ）、名目上のクール司教、ウィーンのシュテファン大聖堂の院長（1442年 - ）だった。

## 生涯

### 聖職者への道とヴワディスワフ2世の庇護
マゾフシェ公シェモヴィト4世とアレクサンドラ・アルギルダイテの次男として生まれたアレクサンデルは、幼いころから将来聖職者になるための教育を受けた。少年期には母方の叔父であるポーランド王ヴワディスワフ2世のクラクフの宮廷へ送られ、彼の元で研鑽を積んだ。そのおかげで、1414年にアレクサンデルはわずか14歳でグニェズノ大聖堂のプロボストに任じられた。
1415年から1422年までクラクフ大学で学んだが、ここにおけるアレクサンデルは決して優秀な生徒ではなく、どの分野も十分に修めることができなかった。しかしやはり王族ということで、1422年には大学の規則を捻じ曲げて名誉学長の地位を獲得した。
1422年にヴワディスワフ2世はアレクサンデルをポズナニ司教にしようとしたが失敗した。しかし王は運動を諦めず、同年のうちに教皇マルティヌス5世からアレクサンドルへのトレンティーノ司教任命を取り付けた。このイタリアとドイツの境にある、ポーランドから遠く離れた教区に向け、アレクサンデルは長い旅に出た。

### トレンティーノ司教就任
1424年6月25日、アレクサンデルは自身の教区に到着したが、正式に叙階式が行われたのは1425年9月27日だった。彼はアルプス山脈の麓にある戦略上極めて重要な土地を治めることになった。トレンティーノ司教領はチロル伯を兼ねるハプスブルク家の脅威にさらされていた。はるか遠くの王族でポーランド人に囲まれた新司教は、住民に驚きをもって迎えられた。アレクサンデル任命については、1412年に彼の姉ツィンバルカ・マゾヴィエツカと結婚したオーストリア公エルンストが背景にいた。トレンティーノ司教の任期中、アレクサンデルの命により最古のラテン語・ポーランド語辞書Wokabularz trydenckiが編纂された。

### 政治的独立とジギスムント・フォン・ルクセンブルクとの協力
トレンティーノ司教の政治的独立を維持するため、アレクサンデルはルクセンブルク家のローマ王・ハンガリー王ジギスムントに接近した。最終的にアレクサンデルはブダに赴き、ここから遠隔でトレンティーノを支配するようになった。1431年、ジギスムントが神聖ローマ皇帝として戴冠するためローマ遠征に出ると、アレクサンデルはこれに随行した。しかしアレクサンデル自身はローマまで行かずミラノにとどまった。ジギスムントは1433年にローマで皇帝戴冠を果たすと、ミラノでイタリア王の戴冠を行った。
また1435年、ジギスムントの後ろ盾を受けてオーストリア公フリードリヒ4世との紛争に終止符を打った。アレクサンデルはフリードリヒ4世の宗主権を認める代わりに、トレンティーノ司教領の統一性を認めさせることに成功したのである。しかし、アレクサンデルの活発な対外活動や役職へのポーランド人任用により、地元の聖職者の反乱が発生し、アレクサンデルはトレンティーノを除くほとんどの領地における権力を失った。
1438年、アレクサンデルはミラノ公フィリッポ・マリーア・ヴィスコンティと同盟した。この同盟はアレクサンデルを1440年から1441年のミラノ・ヴェネツィア戦争に巻き込んだが、彼にとっての益はまったく産まなかった。

### バーゼル公会議
1430年代後半、教皇権と公会議主義の対立からバーゼル公会議が分裂し、教皇エウゲニウス4世を支持するフェラーラ・フィレンツェ公会議と、公会議の権限を主張し対立教皇フェリクス5世を擁立した（後期）バーゼル公会議が並立した。アレクサンデルは1433年、1434年にバーゼル公会議に出席しており、分裂後しばらくはエウゲニウス4世を支持した。その活動への報酬として、彼はトレンティーノに居ながらアクイレイア大司教の位を得た。その直後、バーゼル公会議派とフェリクス5世は、ヤギェウォ家やハプスブルク家を味方につけるため、アレクサンデルをダマスカスの聖ロレンツォ教区の枢機卿（1440年10月12日）、クール司教（1442年3月）に任じ、さらにはウィーンの聖シュテファン大聖堂の収入を与えることまで約束した。双方から手を引かれる中で、アレクサンデルはフェリクス5世の側に近づいていった。とはいえ、実質的にアレクサンデルが手にできたのは聖シュテファン大聖堂の所領収入だけであった。
さらに公会議派はアレクサンデルに、ニュルンベルクやマインツの議会への使者、もしくはオーストリアとポーランドのボヘミア王位をめぐる対立を調停するという極めて重要な任務を与えたが、先述した対ヴェネツィア戦争のために遂行できなかった。

### 対トルコ遠征と死
1442年、アレクサンデルはフェリクス5世のオーストリア・ハンガリー・ポーランドへの教皇特使としてウィーンに赴いたが、ここでエウゲニウス4世の使節団に遭遇した。彼らは皇帝フリードリヒ3世に対オスマン帝国十字軍を行うよう求めていた。アレクサンデルはこの非現実的な計画を思いとどまるよう説いた。両者は激しい議論を交わし、アレクサンデルが相手方のチェザリーニ枢機卿に殴りかかるほどであったが、最終的にフリードリヒ3世はアレクサンデルの意見を容れて遠征を取りやめた。
こののち、アレクサンデルはハンガリー王ウラースロー1世にも対オスマン遠征を思いとどまらせるためハンガリーへの旅を計画している途上、病にかかり1444年6月2日に急死した。アレクサンデルはウィーンのシュテファン大聖堂に葬られた。なお5か月後の11月10日、ウラースロー1世はヴァルナの戦いでオスマン帝国に敗れ戦死した。